# Соміти

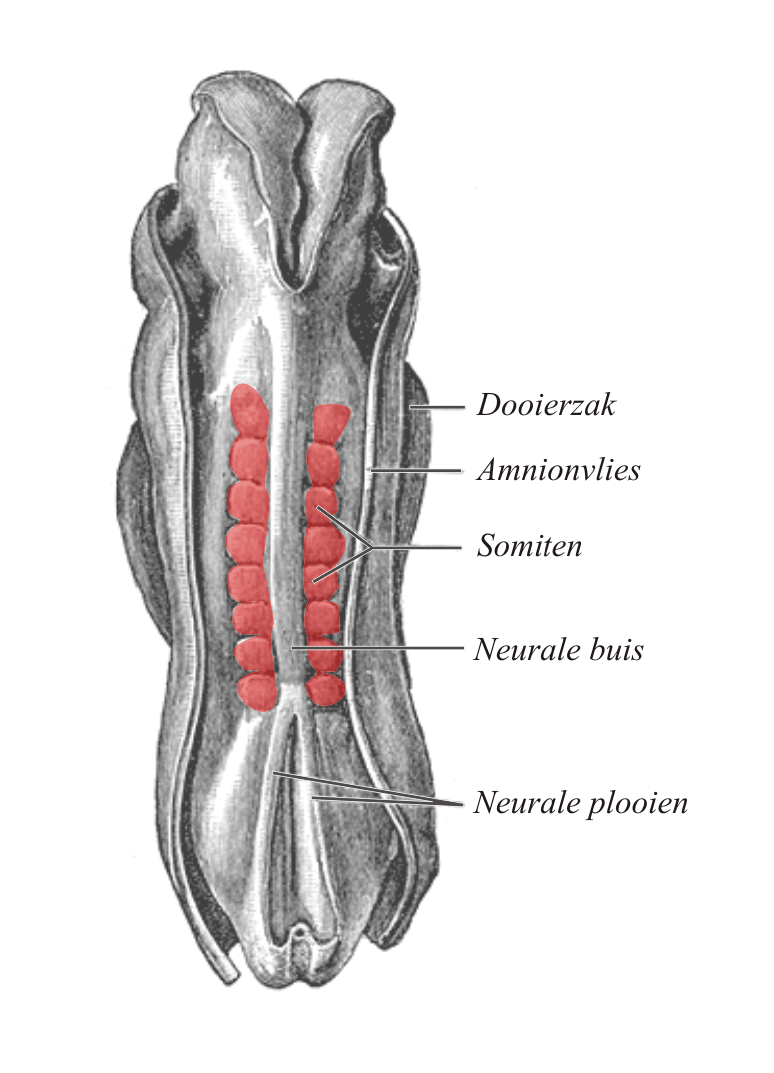
Соміти(Somiten) зародка людини на 22-гу добу розвитку

Соміти (лат. somiti, однина somitus, від дав.-гр. σῶμα — «тіло») — первинні сегменти тіла, парні метамерні утворення, на які розділяється в ході зародкового розвитку вся мезодерма (у кільчастих червів, членистоногих та інших безхребетних) або дорсальна її частина, що примикає до нервової трубки і хорди (у хордових).

## Утворення сомітів
Після початку нейруляції швидкості набирає процес диференціації зародкової мезодерми, проліферація клітин якої призводить до утворення трьох її частин - приосьової, проміжної, та латеральної. Приосьова (дорзальна) мезодерма наприкінці третього тижня ембріогенезу починає трансформуватися з утворення тілець округлої форми, розташованих симетрично по обидва боки від нервової трубки. Ці тільця отримали назву сомітів.
Першими стають видимі друга і третя пари сомітів. Кожний соміт включає три групи відмінних за подальшим розвитком клітин: склеротом поєднує клітини, що утворять елементи скелета, міотом є джерелом клітин для утворення скелетної мускулатури, клітини дерматома формуватимуть дерму спинної сторони зародка. Кількість пар сомітів зростає аж до 43-44 у період від 20-ї до 35-ї доби ембріонального розвитку(приблизно по три пари на добу). У цей переріод за кількістю сомітів можливо визначити термін розвитку ембріона, але починаючи з 31-ї доби їхнє число важко підрахувати, тому цей критерій після вказаного терміну не використовується. 
Соміти визначають метамерію зародків ектодермального походження або утворюються за участю ектодерми: спинальних нервових гангліїв у хребетних, кінцівок у безхребетних.